# Гиндиб
Гиндиб — село в Тляратинском районе Дагестана. Входит в состав сельского поселения сельсовет Кардибский.

## География
Расположено в 12,5 км к востоку от районного центра — села Тлярата, на правом берегу реки Кудаор, с восточной окраины сливается с селом Кардиб.

## Население
| 1869 | 1888 | 1895 | 1926 | 1939 | 1970 | 1989 |
| ---- | ---- | ---- | ---- | ---- | ---- | ---- |
| 159  | ↗269 | ↗297 | ↘173 | ↗209 | ↗320 | ↗377 |
| 2002 | 2010 | 2021 |      |      |      |      |
| ↘280 | ↗302 | ↗378 |      |      |      |      |

## Известные уроженцы, жители
- Вацилов (Вацилав) Гаджиясулович Давудов (29 марта 1995, с. Гиндиб, Тляратинский район, Дагестанская АССР, РСФСР, СССР) — российский дзюдоист и самбист, призёр чемпионата России по самбо.